# Szklary Tunel
Szklary Tunel – wąskotorowy przystanek osobowy Przeworskiej Kolei Dojazdowej w Szklarach, w gminie Hyżne, w powiecie rzeszowskim, w województwie podkarpackim, w Polsce.
Został otwarty w 1995 roku dla potrzeb ruchu turystycznego.